# 萊德希爾鎮區 (密蘇里州克里斯蒂安縣)
萊德希爾鎮區（英語：Lead Hill Township）是位於美國密蘇里州克里斯蒂安縣的一個行政鎮區。

## 地方資料
萊德希爾鎮區的面積為52.43平方千米，皆為陸地。根據2020年美國人口普查的數據，當地共有人口133人，而人口密度為每平方千米2.54人。